# رنی رولاسون
رنی رولاسون (انگلیسی: Renee Rollason؛ زادهٔ ۲۲ سپتامبر ۱۹۸۹) بازیکن فوتبال اهل استرالیا است.
وی همچنین در تیم‌های ملی فوتبال Australia women's national under-20 soccer team و زنان استرالیا بازی کرده‌است.